# Apogon limenus
Espèce
Apogon limenus est un poisson de la famille des Apogonidae.

## Distribution
Cette espèce se rencontre dans la pacifique occidental sur les côtes de l'Australie,

## Référence
- Randall & Hoese,  1988 : Apogon limenus, a new species of cardinalfish (Perciformes: Apogonidae) from New South Wales. Records of the Australian Museum vol. 40, p. 359-364.